# Květa Fialová
Květa Fialová (Nagydaróc, 1929. szeptember 1. – Prága, 2017. szeptember 26.) cseh színésznő.

## Életpályája
Brünnben a Janáček Zenei és Színiakadémia hallgatója volt, majd a prágai Városi Színház tagja lett. Filmekben 1952 óta szerepelt. Kezdeti kisebb szerepei után az 1960-as években vált egyre népszerűbbé. Ő személyesített meg a Limonádé Joe-ban Tornado Lut.
Tehetsége vígjátékokban és drámai szituációkban egyaránt jól érvényesült.

## Fontosabb filmjei

### Mozifilmek
- A varázsduda (Strakonický dudák) (1955)
- Akkor karácsonykor (Tenkrát o Vánocích) (1958)
- Limonádé Joe (Limonádový Joe aneb Koňská opera) (1964)
- Szigorúan ellenőrzött vonatok (Ostře sledované vlaky) (1966)
- Akit üldöznek a nők (Ženu ani květinou neuhodíš) (1967)
- Zseniális megoldás (Vražda po česku) (1967)
- Halál a függöny mögött (Smrt za oponou) (1967)
- A legtitkosabb ügynök – W4C (Konec agenta W4C prostřednictvím psa pana Foustky) (1967)
- Hetedik nap, nyolcadik éjszaka (Den sedmý, osmá noc) (1969)
- A gyilkos a sínen vár (Na kolejích ceká vrah) (1970)
- A szép dragonyos hálójában (Partie krásného dragouna) (1971)
- Egy forró nyár éjszakája (Kronika žhavého léta) (1973)
- Rejtett forrás (Skrytý pramen) (1974)
- A londoni férfi (Muž z Londýna) (1974)
- Fegyverbe, lázadók! (Do zbrane kuruci!) (1974)
- A cowboy nyara (Léto s kovbojem) (1976)
- Nick Carter, a szuperdetektív (Adéla ještě nevečeřela) (1978)
- Fél ház vőlegény nélkül (Pul domu bez zenicha) (1981)
- A férfikaland elmarad (S tebou mě baví svět) (1983)
- Egyéniség (Samorost) (1984)
- Éva, menj férjhez! (Evo, vdej se!) (1984)
- Bűnös férjem (Můj hříšný muž) (1987)
- Túlságosan zajos magány (Une trop bruyante solitude) (1996)
- Csodálatos évek a kutyavilágban (Báječná léta pod psa) (1997)
- Szeretteink (Všichni moji blízcí) (1999)
- Angyalarc (Andělská tvář) (2002)

### Tv-filmek
- Vonzások és választások (Les affinités électives) (1982)
- Történetek a régi Prágából (Povídky malostranské) (1984)

### Tv-sorozatok
- Kórház a város szélén (Nemocnice na kraji města) (1981, egy epizódban)
- Arabela visszatér (Arabela se vrací aneb Rumburak králem Říše pohádek) (1993, hat epizódban)